# Ferdinand Steiner
Ferdinand Steiner était un gymnaste bohémien.